# Burrito Deluxe
Albums de The Flying Burrito Brothers
The Gilded Palace of Sin
(1969) The Flying Burrito Bros
(1971)
Burrito Deluxe est le deuxième album du groupe de country rock américain The Flying Burrito Brothers, sorti en avril 1970. Il inclut notamment la toute première version parue de la chanson des Rolling Stones Wild Horses, un an avant la sortie de l'album Sticky Fingers.
Gram Parsons est renvoyé du groupe après cet album.

## Titres

### Face 1
1. Lazy Days (Gram Parsons) – 3:03
2. Image of Me (Harlan Howard, Wayne Kemp) – 3:21
3. High Fashion Queen (Chris Hillman, Gram Parsons) – 2:09
4. If You Gotta Go (en) (Bob Dylan) – 1:52
5. Man in the Fog (Bernie Leadon, Gram Parsons) – 2:32
6. Farther Along (J. R. Baxter, W. B. Stevens) – 4:02

### Face 2
1. Older Guys (Chris Hillman, Bernie Leadon, Gram Parsons) – 2:31
2. Cody, Cody (Chris Hillman, Bernie Leadon, Gram Parsons) – 2:46
3. God's Own Singer (Bernie Leadon) – 2:08
4. Down in the Churchyard (Chris Hillman, Gram Parsons) – 2:22
5. Wild Horses (Mick Jagger, Keith Richards) – 6:26

## Musiciens

### The Flying Burrito Brothers
- Gram Parsons : chant, guitare rythmique, claviers
- Chris Hillman : chant, basse, mandoline
- Bernie Leadon : chant, guitare, dobro
- Sneaky Pete Kleinow (en) : pedal steel guitar
- Michael Clarke : batterie

## Musiciens supplémentaires
- Leon Russell : piano (5, 11)
- Byron Berline : violon
- Tommy Johnson : tuba
- Buddy Childers : cornet à pistons, bugle
- Leopold C. Carbajal : accordéon
- Frank Blanco : percussions